# Зубарев, Фёдор Иванович
Фёдор Иванович Зубарев (13 ноября 1868 — 3 мая 1942) — военный инженер, профессор, генерал-майор, инспектор классов Николаевской инженерной академии и училища.

## Биография
Воспитанник Михайловского Воронежского кадетского корпуса; военное образование получил в Николаевском инженерном училище и академии; в офицеры произведен в 1888 году в 7-й саперный батальон.
По окончании академии в 1893 году, где имя его занесено на почетную мраморную доску, переведен в военные инженеры с назначением на службу в Туркестанский военный округ.
В 1896 году назначен репетитором по фортификации в Николаевское инженерное училище и академию, a в 1900 году — штатным преподавателем; в том же году назначен помощником инспектора классов академии и училища, в 1906 году — инспектором классов.
Произведен в генерал-майоры в 1910 году.
Из военно-литературных трудов известно сочинение: «Устройство укрепленных пунктов в Средней Азии» (Санкт-Петербург, 1899); под редакторством Зубарева вышло 4-е, посмертное, дополненное им издание «Конспекта долговременной фортификации» Э. Энгмана (Санкт-Петербург, 1906), — до последнего времени почти единственное систематическое руководство по долговременной фортификации.
С 31 июля 1915 года — помощник начальника Николаевской инженерной академии и училища. В 1915—1916 году начальник Николаевского инженерного училища (? возможно ИО). Генерал-лейтенант (?).
На службе в РККА с 1918 года. С 20 августа 1918 года заведующий учебной частью Петроградского ВИТ. С января 1920 года помощник начальника Петроградской ВИШ. Читал лекции по фортификации. 26 февраля 1925 года уволен в запас. Инженер Откомхоза. В 1930-х — привлекался по «Гвардейскому делу» (в рамках дела «Весна»).